# Karel Hromádka (jégkorongozó)
Karel František Jiří Hromádka (Prága, 1905. május 23. – USA, Florida, Tallahassee, 1978. március 30.) Európa-bajnok és világbajnoki bronzérmes csehszlovák jégkorongozó, olimpikon.
Az 1928. évi téli olimpiai játékokra visszatért a jégkorongtornára. A csehszlovákok a B csoportba kerültek. Az első mérkőzésen a svédektől kikaptak 3–0-ra, majd a lengyeleket verték 3–2-ra. A csoportban a másodikok lettek és nem jutottak tovább. Összesítésben a 8. helyen végeztek.
Az 1932. évi téli olimpiai játékokon nem vettek részt a jégkorongtornán.
Utolsó olimpiája 1936. évi téli olimpiai játékok volt. A jégkorongtornán a C csoportba kerültek. Itt a magyar, a francia és a belga válogatott volt az ellenfelük. Mind a három csapatot legyőzték és kapott gól nélkül első helyen jutottak tovább a középdöntő B csoportjába, ahol az amerikai, a svéd és az osztrák válogatott vol az ellenfelük. Csak az amerikaiaktól kaptak ki és csoport másodikként bejutottak a négyes döntőbe. Ott már nem volt esélyük éremszerzésre, mert mind a három csapattól (Kanada, Nagy-Britannia, Amerika) kikaptak és gólt sem tudtak ütni.
Az 1929-es jégkorong-Európa-bajnokságon aranyérmes lett. 1931-ben Európa-bajnoki bronzérmes, 1933-ban világbajnoki bronzérmes és Európa-bajnok, 1934-ben és 1935-ben Európa-bajnoki bronzérmes volt.
1948-ban elhagyta Csehszlovákiát, miután a kommunisták átvették a hatalmat és Amerikában telepedett le.
Tagja a Cseh Jégkorong Hírességek Csarnokának.